# フローレンス・バスカム
フローレンス・バスカム（Florence Bascom、1862年7月14日 - 1945年6月18日）は、アメリカ合衆国の女性地質学者である。アメリカ地質調査所（United States Geological Survey） に最初に雇われた女性科学者である。
マサチューセッツ州ウィリアムズタウンに生まれた。父親はウィリアムズ大学などの学長を務めたジョン・バスカムであり、ユグノー教徒のバスク人の家系である。ウィスコンシン大学で学んだ後、1893年にジョンズ・ホプキンズ大学で博士号を取得。オハイオ州立大学で2年間教えた後、1928年までペンシルベニア州の女子大学・ブリンマー大学で地質学を教え、多くの女性地質学者を育てた。
1896年にアメリカ地質調査所に雇われ、1936年まで働いた。アメリカの南東部、アパラチア山脈南東部一帯の地域ピードモント台地の岩石や地形の調査を行った。ウィッサヒコンの結晶片岩・片麻岩の形成時期について、バスカムと彼女の弟子にあたるエレノラ・ブリスらは、当時としては珍しい女性の間で行われた科学的な論争を行った。